# 川上貞奴

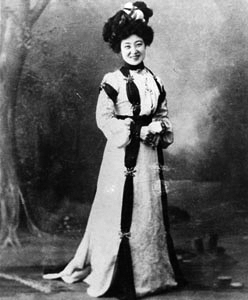
川上貞奴

川上貞奴（日语：／ Kawakami Sadayakko，1871年9月2日—1946年12月7日），本名川上貞“小山贞”，日本明治至昭和年間著名藝妓、女演員。
曾在全球各地演出，由美國前總統麥金利以至沙皇尼古拉二世均曾為他的觀眾，畢卡索為她繪像，被視為名著《蝴蝶夫人》的原型人物，與當時的日本首相有交往，27歲時轉入全新的職業，成為日本第一位女演員，在日本當地非常知名。

## 生平
生於東京日本橋的當舖之家，母亲曾在江户城做过女侍；因家道沒落，七歲時成為藝妓置屋女主人之養女。
明治18年（1882年），以「小奴」之名开始表演。据闻「奴」为艺名，是在芳町艺妓界最高的家名，第一代之后无人承繼而起这个字。明治20年（1884年），正式後成為才貌雙全的知名藝妓。因交往对象是當時總理大臣伊藤博文而聞名于世，大多數客人都是顯貴之人。明治22~23年，便热衷骑马等高级游乐项目。当时显贵之人都认为海水浴是健康运动，她要求伊藤博文为她买泳衣在神奈川大矶海岸展现她与一般日本少女不同的身材。
明治27年（1891年）與演員川上音二郎結婚。1899年陪同丈夫赴美演出時，因飾演女角的男演員身故而臨時擔綱演出，成為日本最早的女演員。其後在歐美各地演出受到好評，以「貞奴夫人」之稱聞名。1908年與丈夫一同於日本成立女演員訓練班「帝國女優養成所」。1911年丈夫逝世，川上貞奴也以「日本近代第一號女演員」之姿引退。
1920年與福澤諭吉的女婿、有「日本的電力王」之稱的戀人福澤桃介同居，形同夫婦。當時兩人所居住的宅邸經過移築成為紀念館，為國家文化財。
1946年死於胰腺癌，享年75歲。遺骨葬於本人在1933年於岐阜縣各務原市所成立的成田山貞照寺。
川上貞奴的生平故事被改編為1985年NHK大河劇「春之波濤」。

## 外部連結
- 文化のみち二葉館（川上貞奴故居） （页面存档备份，存于）
- 成田山貞照寺